# イザベル・ファウスト
イザベル・ファウスト（ドイツ語: Isabelle Faust, 1972年3月19日 - ）は、ドイツのヴァイオリニスト。旧西ドイツのバーデン＝ヴュルテンベルク州エスリンゲン・アム・ネッカー出身で、複数の賞を受賞している。

## 伝記
父親の影響で5歳の時にヴァイオリンを習い始めることとなる。当時31歳で中等教育学校の教師だった彼女の父は、ヴァイオリンを習うことを決意し、イザベルもレッスンに付いていったのがきっかけであった。父親の才能は特に優れていた訳ではなかったが、イザベルはヴァイオリン演奏の技術的な基礎を正しく学び、異例の早さで、すぐに彼女自身が首席の生徒となった。その後まもなく兄もレッスンを受け始め、イザベルが11歳の時には、両親は家族で弦楽四重奏団を結成し、後には当時の一流の弦楽器奏者を招いてマスタークラスを数回開催した。このような早い時期からのスタートは、2人の子供たちにとって音楽のキャリアの基礎となり、兄のボリス・ファウストもヴィオラのプロ奏者、ハンブルク音楽大学の教授になっている。
ある意味、このレパートリーが一番難しい・・・。つまり、巨大なハ長調フーガ！この種の音楽の中に入って、知的に理解するだけでなく、感情的にも理解する事ができるのでしょうか？ステージに上がるのは、時々不思議な感じがする。それはあなたが何をするか、あなたたち二人が完全に感じます。... 私はいつも疑問に思っている：バッハは本当に公共の場で演奏されることを意図していたのだろうか？私は疑問に思っている。
クリストフ・ポッペンとデーネシュ・ジグモンディに師事。パガニーニ国際コンクール優勝後、経験の幅を広げたいと考え、1996年にパリに移り住み、その後9年間を過ごした。フランスでは、バルトークの音楽を演奏した初のCDを発売した。彼女はフォーレの解釈で賞賛を浴びた。後に、フランス風のファーストネームのせいで多くのフランス人聴衆がファウストをフランス人だと思い込んでいたであろうが、このことは、彼女のキャリアには影響は少なかったことを、後に悲しそうに振り返っている。彼女が夫と出会ったのもフランスであった。2004年にベルリン芸術大学のヴァイオリン教授に就任。ベルリン在住で、10代の息子の母でもある。1996年からはバーデン＝ヴュルテンベルク州立銀行から貸与された1704年製のストラディヴァリウスのヴァイオリン「スリーピング・ビューティ」を使用している。また、バロック様式のヴァイオリンや弓でも演奏している。彼女のこのストラディヴァリウスは、長い間行方不明になっていたためこの名で呼ばれ、現存する楽器では珍しくネック部分がオリジナルだとされる。イザベル自身も古いタイプの弓を使用することや、ガット弦を張ることもあり、オリジナル楽器に近い構成での演奏も行なっている。
客演ソリストとして、世界の主要オーケストラと共演している。これまでに、ルートヴィヒ・ヴァン・ベートーヴェン、アントニン・ドヴォルザーク、ロベルト・シューマン、フランツ・シューベルト、ヨハネス・ブラームス（ヴァイオリン協奏曲を含む）、アルバン・ベルク、ボフスラフ・マルティヌー、アンドレ・ジョリヴェなどの作品を録音している。彼女は現代音楽の推進者であり、オリヴィエ・メシアン、ヴェルナー・エック、イェルク・ウィトマンなどの作品を世界初演している。『ニューヨーク・タイムズ』のジェームス・R・オエストリッチは、モーツァルトのヴァイオリン協奏曲の録音を2016年のベスト録音に数えている。